# Aphrastobracon alcidiphagus
Aphrastobracon alcidiphagus är en stekelart som beskrevs av Ramakrishna Ayyar 1928. Aphrastobracon alcidiphagus ingår i släktet Aphrastobracon och familjen bracksteklar. Inga underarter finns listade i Catalogue of Life.